# Isabel Sofía de Mecklemburgo
Isabel Sofía de Mecklemburgo (20 de agosto de 1613-12 de julio de 1676) fue duquesa de Brunswick-Luneburgo y compositora barroca; destaca su relación con Schütz, compositor alemán.

## Biografía
Isabel Sofía, era la hija mayor del duque Juan Alberto de Mecklemburgo-Güstrow (1590-1636) y Margarita Isabel de Mecklemburgo (1584-1616), perdió a su madre siendo niña y su educación quedó a cargo de sus dos madrastras: Isabel de Hesse-Kessel (1596-25) y Leonor María de Anhalt-Bernburg (1600-57). Gracias a la relación de su padre con Mauricio I de Hesse-Kassel y de este con el compositor Heinrich Schütz, surge su talento tanto en las artes literarias como musicales, dispuso que Isabel estudiara laúd con John Stanley durante la estancia de este en Güstrow. Fue admitida en la Académie des Loyales.
En 1635 se convierte en la tercera esposa del duque Augusto de Brunswick-Lüneburgo (1579-1666). En Brunswick Isabel cuidó de sus cuatro hijastros y tuvo a tres hijos propios, al final de la guerra de los treinta años, se mudaron a Wolfenbüttel, donde Isabel Sofía visitó algunas veces a Heinrich Schütz en relación con las mejoras de la orquesta de la corte.

## Su obra
Isabel Sofía en 1642 compuso varios diálogos para Friedens Sieg, ofreciendo música para cuatro voces blancas, representando los horrores de la guerra, hambre, pobreza, injusticia y muerte. Estas composiciones constituyen el núcleo de la producción de Sofía Isabel.
En el año 1650 pone música a textos propios para una pieza de ocasión, con motivo del cumpleaños del duque Augusto, para ello compone una sinfonía y un coro angélico. Este coro angélico está compuesto para cinco voces: dos sopranos, contralto y tenor (que puede ser ejecutada por voces de mujer, con tal de que entre las cantantes haya algunas que puedan alcanzar el re).
Destaca también su conocimiento en la práctica orquestal francesa a cinco partes, como muestra su instrumentación para dos cuerdas sopranos, dos violas (en clave de contralto) y continuo.
Dos de sus obras dramáticas sobreviven: Friedens Sieg (1642, Brunswick) y Glückwünschende Freudensdarstellung (Lüneburg, 1652).
Su tumba se encuentra en la Iglesia de Santa María en Wolfenbüttel.

## Descendencia
- Fernando Alberto I ( 22 de mayo de 1636-23 de abril de 1687)
- María Isabel (7 de enero de 1638-15 de febrero de 1687) - casada en 1663 con el duque Adolfo Guillermo de Sajonia-Eisenach  (15 de mayo de 1632-21 de noviembre de 1668)
- Cristóbal Francisco (1 de agosto de 1639-8 de diciembre de 1639)